# Beroep

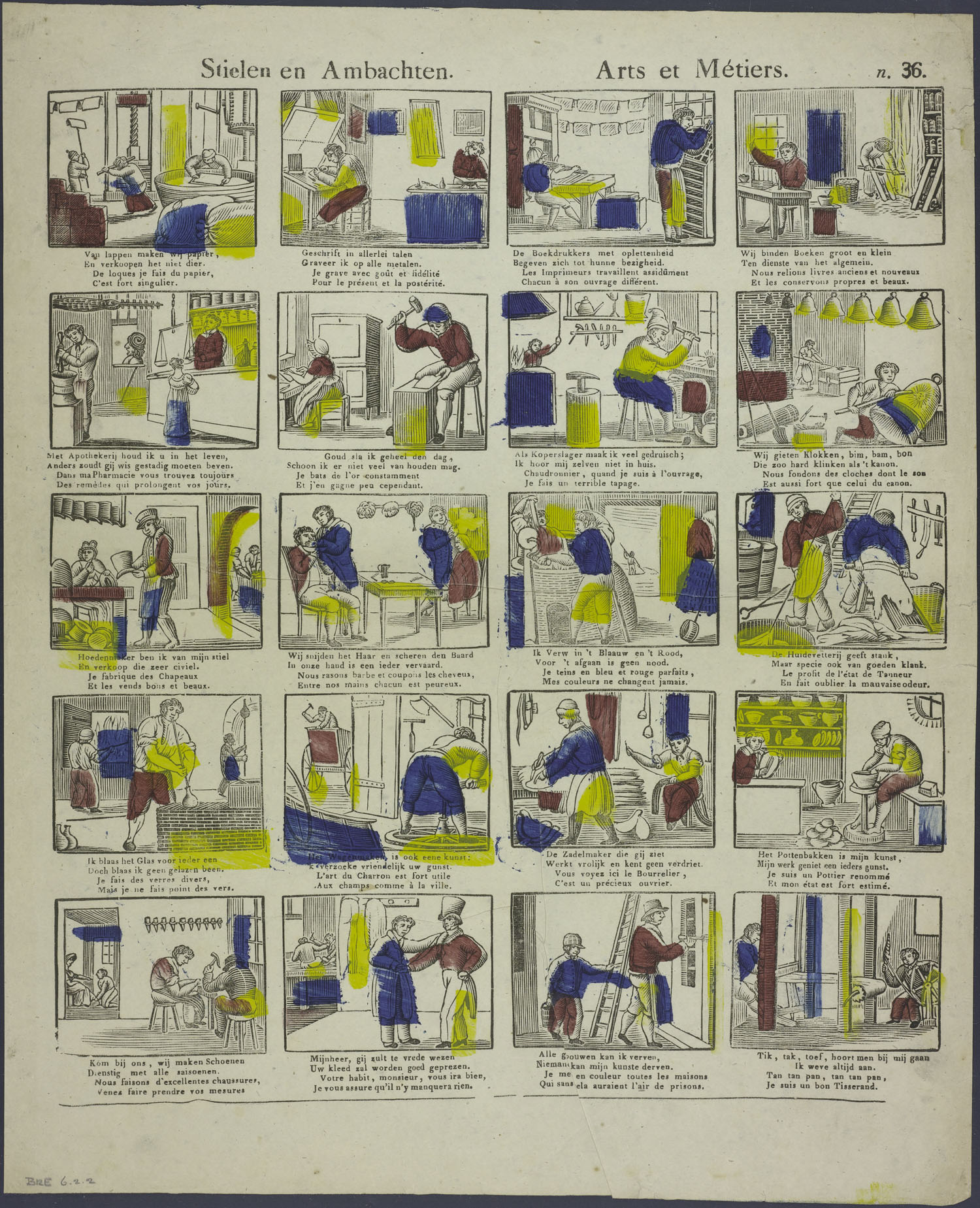
Beroepen op een negentiende-eeuwse centsprent: papiermaker, graveur, boekdrukker, boekbinder, apotheker, goudsmid, koperslager, klokkengieter, hoedenmaker, kapper, verver, leerlooier, glasblazer, wagenmaker, zadelmaker, pottenbakker, schoenmaker, kleermaker, schilder en wever.

Een beroep of vak, ook wel aangeduid als stiel, metier (van het Franse 'métier') of professie, is een samenhangend geheel van arbeidstaken die voor de uitvoering een bepaalde vakkennis en -kunde vereisen, en dat losstaand van de individuele beroepsbeoefenaar kan voortbestaan en voor de maatschappij herkenbaar is. Een beroep bepaalt mede de positie van de beoefenaar in de sociale structuur.
In zijn algemeenheid is het een type bezigheid die men pleegt te doen om een inkomen te verwerven. Het maakt niet uit of deze bezigheid als werknemer, ambtenaar of als ondernemer worden uitgevoerd. Soms wordt het begrip uitgebreid tot de dagelijkse bezigheden die al dan niet tegen betaling worden uitgevoerd.
Er bestaat een onderscheid tussen arbeid en beroep. Men kan een beroep hebben zonder arbeid te verrichten en andersom kan men arbeiden zonder een beroep te hebben. Het onderscheid met een functie is dat deze door de betreffende organisatie wordt bepaald, terwijl beroepen maatschappelijk worden bepaald, onder meer door opleidingen en beroepsorganisaties.
Het inkomen is niet de enige reden om een beroep uit te oefenen. De beroepsuitoefening kan ook voldoening geven, doordat het een nuttige bijdrage aan de maatschappij geeft, doordat men zijn talenten kan ontplooien of doordat het beroep status geeft. Zo is een derderangs profwielrenner vaak bereid een veel zwaardere inspanning te leveren dan een postbode voor dezelfde beloning.

## Geschiedenis

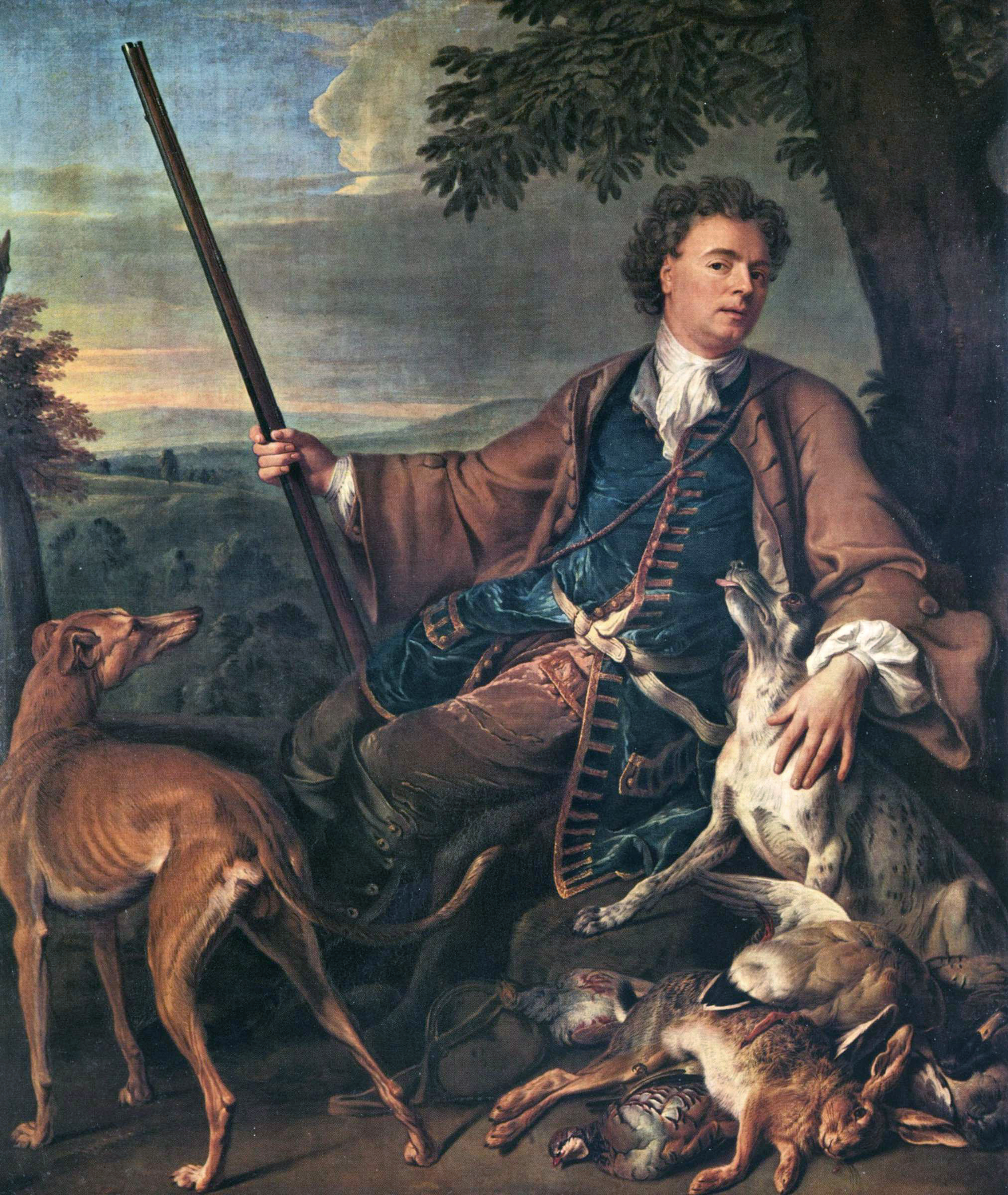
Jager

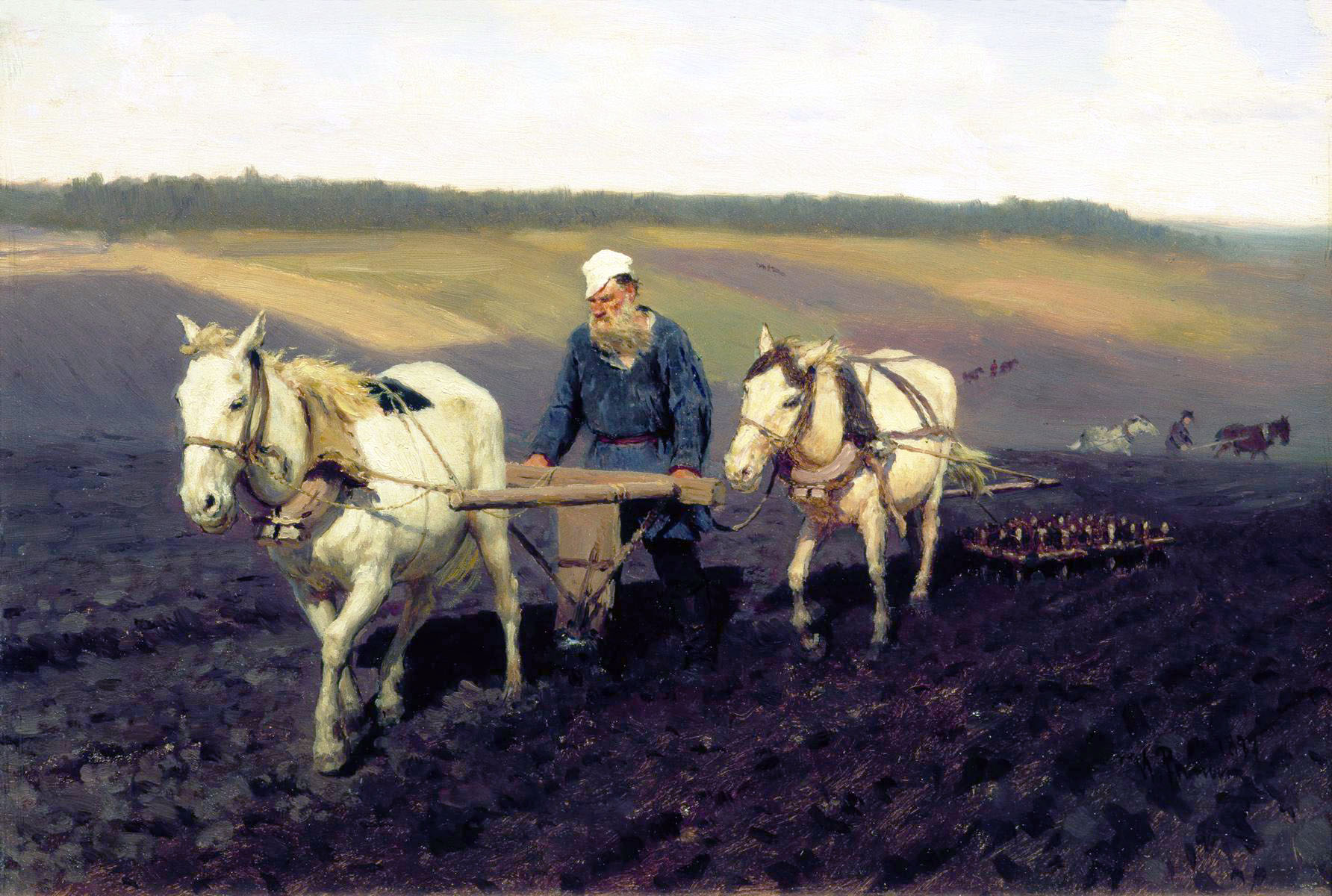
Boer

Beroepen bestaan misschien al zo lang als de mensheid. Voordat er geld was uitgevonden bestonden er al functies als stamhoofd, jager en medicijnman. Later ontwikkelden zich beroepen als krijger/soldaat, priester, landbouwer, visser, koopman. Concentratie van rijkdom, maakte het mogelijk dat beeldende kunstenaars en musici van hun kunst hun beroep konden maken.
In de middeleeuwse standenmaatschappij, waren diverse beroepen verdeeld over strikt gescheiden bevolkingsgroepen: de adel, de geestelijkheid, de boeren en de burgerij. Diverse ambachten werden beoefend in goed georganiseerde gilden.
De industriële revolutie gaf aanleiding tot steeds grotere arbeidsspecialisatie, met daarbij een steeds grotere aantal beroepen.
Amateur-genealoog J.B. Glasbergen stelde een beroepsnamenboek samen dat ruim 25.000 beroepen uit het tijdvak 1300-1900 bevat, de meeste met datering, vindplaats en verklaring. Beroepen als balsanenmaker, corduanier, darinkdelver worden hierin beschreven.

## Beroepstypes

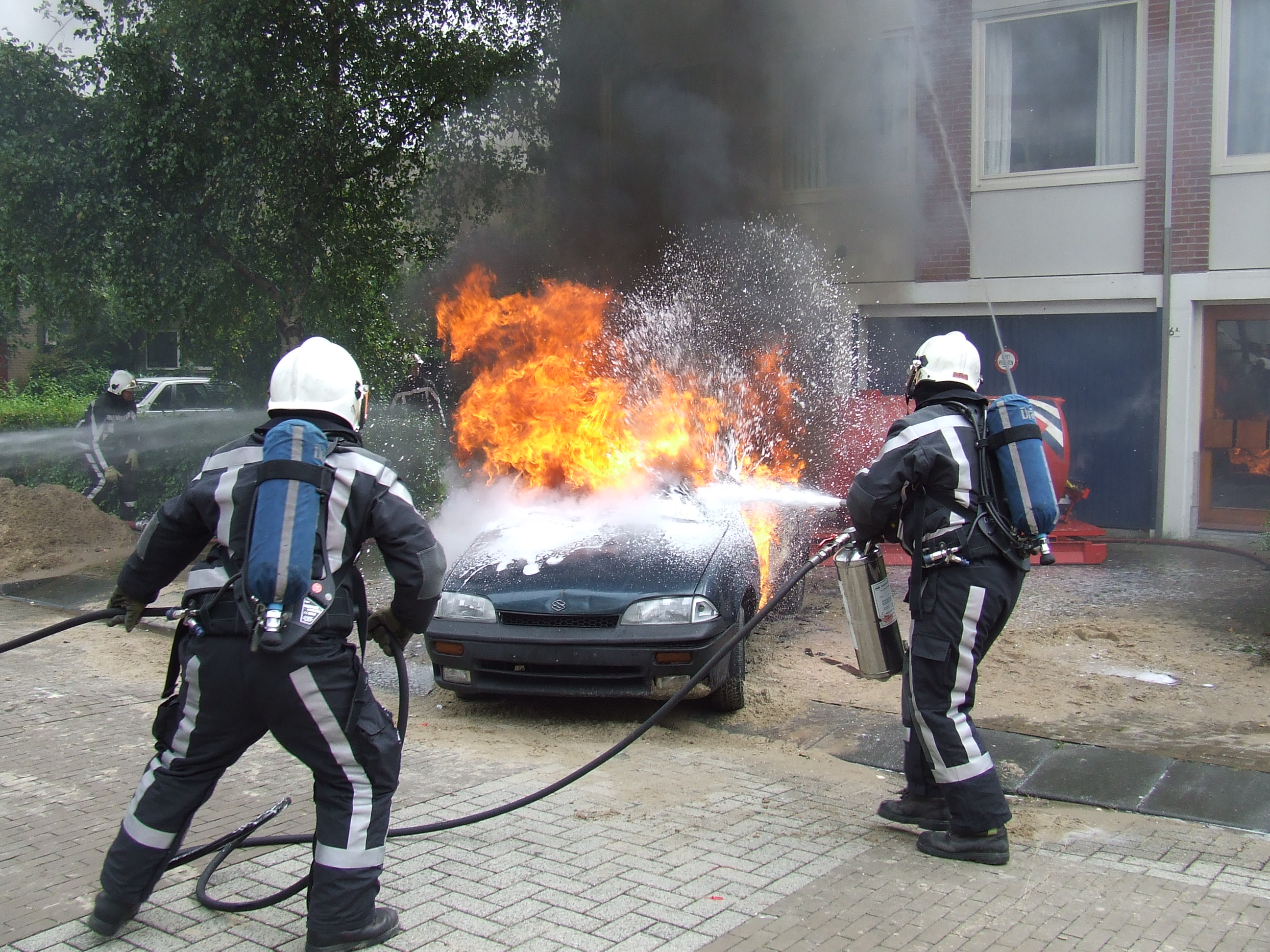
Brandweermannen

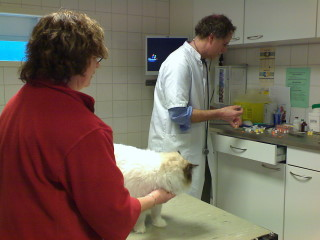
Dierenarts

### Hoofd- en bij-, vol- en deeltijdse beroepen
Een hoofdberoep is iemands voornaamste beroepsactiviteit en broodwinning, meestal voltijds.
Een bijberoep of nevenberoep wordt uitgeoefend naast een hoofdactiviteit, als bijverdienste naast een hoofdberoep of door iemand die geen (voltijds) professioneel is. Voor bijberoepen, en in het bijzonder voor werkstudenten, kunnen aparte regels gelden inzake onder meer arbeidsrecht, belastingen en sociale zekerheid.

### Beroepsgroepen
Het CBS gebruikt een standaardcodering voor beroepen ten behoeve van statistische gegevens betreffende werkgelegenheid en dergelijke, de Standaardberoepenclassificatie 1992 (SBC-92). In de SBC worden 1211 beroepen onderscheiden. Aan deze 1211 beroepen zijn in totaal circa 30.000 functiebenamingen verbonden, omdat sommige beroepen onder meerdere namen bekend zijn.

## Onderwerpen

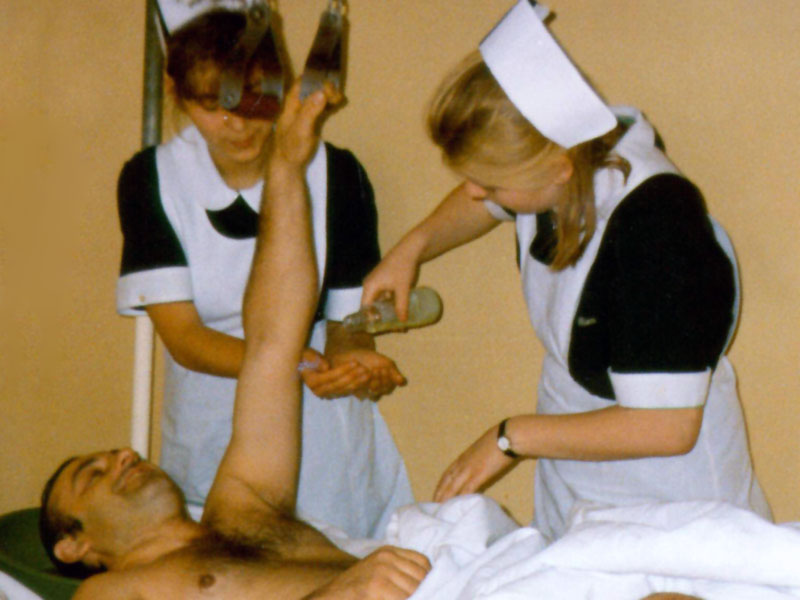
Verpleegkundigen

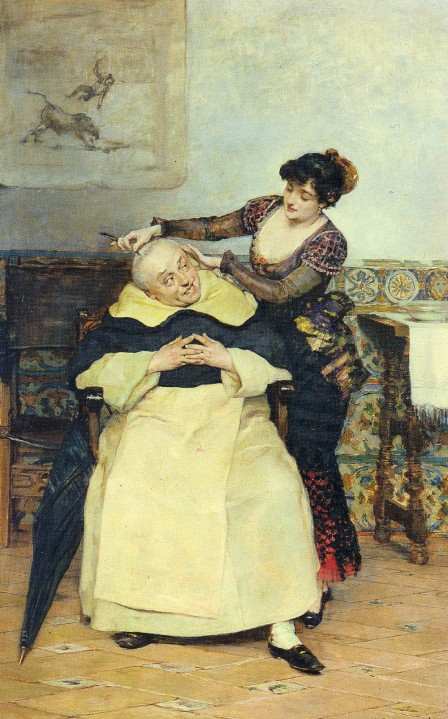
Kapster

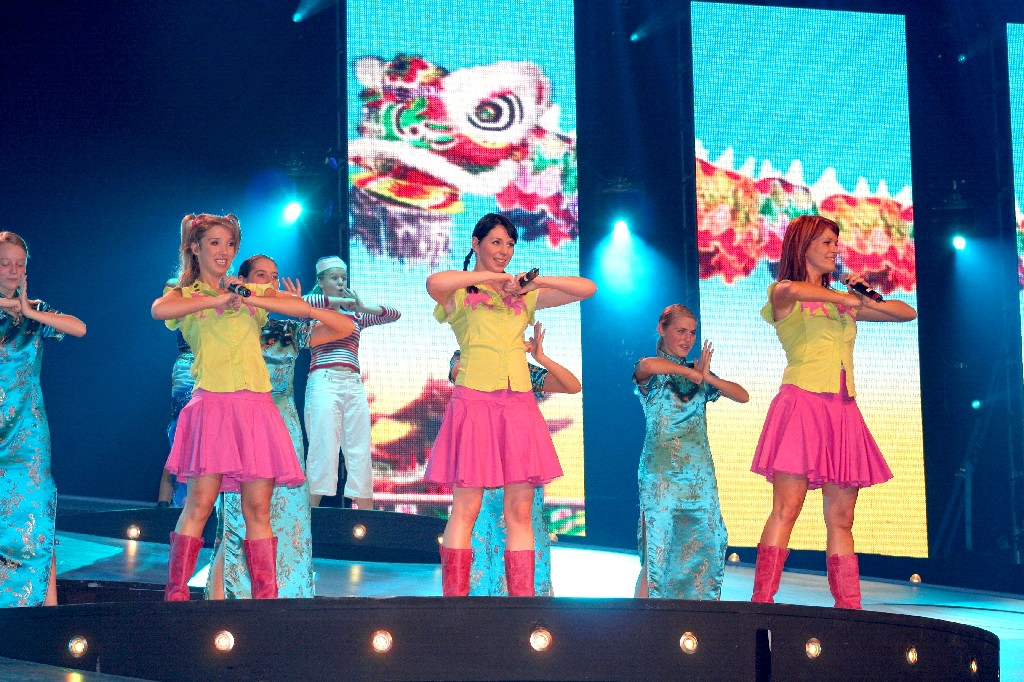
Zangeressen van K3

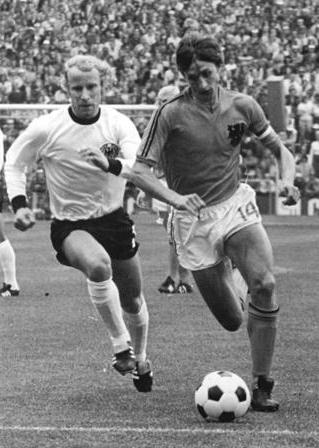
Voetballers Cruijff & Vogts

### Beroepskeuze
Ieder kind moet een keuze maken voor een bepaalde opleiding. Deze keuze wordt vooral bepaald door het beroep dat daarmee kan worden bereikt. Naarmate een kind ouder wordt, kan deze keuze nog al eens wisselen. De volgende beroepen bleken bij de Nationale "Wat wil je worden" manifestatie 2004 het meest populair onder kinderen van acht tot twaalf: dierenarts/-verzorger, zanger(es), acteur/actrice, profvoetballer, piloot, juf / meester, politieagent, kapper / kapster, tekenaar, verpleegkundige.

Er bestaan private bureaus (wat betekent dat voor hun diensten betaald moet worden) die zich specialiseren in beroepskeuzeadvies.
 Een beroepen-interessetest kan een hulpmiddel zijn, maar dit zegt alleen iets over in hoeverre een beroep aansluit bij de belangstelling en zegt niets over de geschiktheid voor bepaalde beroepen. Er is ook een mogelijkheid voor een leerling om via een opleidingen- en beroepenmarkt te oriënteren. Hier presenteren bedrijven en opleiders zichzelf. De leerling heeft de mogelijkheid om aan praktijkmensen alles te vragen. Daardoor kan een leerling een beter beeld krijgen wat voor verschillende beroepen er zijn. Een beroepenmarkt wordt georganiseerd door scholen/opleiders en bedrijven op verschillende locaties en data in het land.
In Nederland krijgt een kind op de middelbare school advies van de schooldecaan.

In Vlaanderen kunnen leerlingen, ouders en scholen gratis een beroep doen op een Centrum voor leerlingenbegeleiding om hen te helpen bij het maken van een juiste studie- en beroepskeuze.
Er kunnen diverse redenen zijn waarom iemand die al een bepaald beroep heeft, op zoek gaat naar een ander beroep. Meest gebruikelijk is dat iemand carrière maakt en doorgroeit naar een "hoger" en beter betaald beroep. Ook kan iemand gedwongen door omstandigheden zoals werkloosheid, verhuizing of arbeidsongeschiktheid op zoek gaan naar nieuwe "uitdagingen". Het komt zelfs voor dat een topmanager besluit schaapherder te worden, omdat hij zich daar gelukkiger bij voelt. Of omdat hij een burn-out heeft gehad.

### Certificatie
Personen die een beroep ondeskundig beoefenen kunnen grote schade toebrengen, vooral in situaties waarin het om gezondheid en veiligheid gaat. Daarom stelt de overheid voor veel beroepen een bepaald diploma of registratie verplicht. In Nederland is dit voor de gezondheidszorg geregeld in de Wet op de beroepen in de individuele gezondheidszorg (Wet BIG).

In Vlaanderen bestaat er een vestigingswet met een lijst van (zelfstandige) "erkende beroepen", die men slechts kan uitoefenen mits het aantonen van de nodige opleiding en/of ervaring. Dit gaat van brandstofhandelaar tot tandprothesemaker, van verzekeringsmakelaar tot snackbar-houder.

### Scholing
Voor het uitoefenen van een beroep zijn over het algemeen bepaalde kennis en vaardigheden vereist, die iemand zich door middel van een beroepsopleiding eigen kan maken. Naast een goede theoretische achtergrond is praktijkervaring essentieel. Daarom bevat een beroepsopleiding vaak een praktijkstage, waarin een leerling reeds tijdens zijn opleiding (onderdelen van) zijn toekomstige beroep onder begeleiding uitvoert. Een relatief nieuwe ontwikkeling hierin is de opkomst van het werkplekleren.

### Status
Vanouds verschaft het ene beroep meer aanzien dan het andere. De zwaarte van een beroepsopleiding, de hoogte van het salaris, het aantal mensen waaraan leiding wordt gegeven zijn slechts enkele van de factoren die van invloed zijn op de status van een beroep. Bij kantoorfuncties kunnen subtiele details als de grootte van de werkkamer, de positie van het bureau, het soort vloerbedekking en het beschikken over een gereserveerde parkeerplaats nadere indicaties over iemands status geven.
Lichamelijke arbeid wordt vaak lager gewaardeerd dan intellectuele arbeid. Dit komt in Vlaanderen onder meer tot uiting in het verschillend statuut (verlof-, pensioen-, ontslagregeling, ...) tussen arbeiders en bedienden. Zo wordt er ook in Nederland onderscheid gemaakt tussen witte boorden (kantoorfuncties) en blauwe boorden (fabrieksfuncties). Dit gebrek aan waardering kan bijdragen aan een tekort aan vakmensen. Degenen die rommel opruimen hebben meestal minder status dan degenen die de rommel maken. De schoonmaakbranche probeert hierin verandering te brengen door middel van reclamecampagnes met het motto "De schoonmaker maakt het mogelijk". Daarin wordt erop gewezen dat bijvoorbeeld een chirurg zijn werk niet kan doen als er niet goed schoongemaakt wordt.
Ongeschoold, laagbetaald werk heeft een zeer lage status. Zelfs in tijden van grote werkloosheid is het vaak moeilijk voldoende personeel voor deze functies te vinden. De laagste status hebben beroepen waar de publieke moraal zich tegen verzet, zoals prostituee en beroepscrimineel.

## Beroepsorganisaties
Vele beroepen kennen beroepsorganisaties, verenigingen die de belangen van bepaalde beroepsbeoefenaars behartigen. Beroepsorganisaties kunnen zorgen voor:
- Belangenbehartiging voor de leden
- Opstellen van een beroepscode of reglement
- Instellen van een klachtencommissie of beroepscommissie
- Opstellen van standaardcontracten of voorbeeldcontracten
- Advisering van de overheid
- Advisering en stimuleren van het de beroepsopleiding
- Het bevorderen van onderzoek
- Het opstellen van beroepseisen, diplomaeisen, instellen examencommissies
- Organiseren van bijscholing, congressen
- Publiceren van vakbladen
- Verbeteren van het imago van het beroep

Sommige beroepsorganisaties voeren wettelijke taken uit; bijvoorbeeld de Nederlandse Orde van Advocaten oefent het wettelijke toezicht op advocaten uit, net zoals de Orde van geneesheren in België dat doet voor de Belgische artsen.

## Statistische indeling
Het CBS heeft een indeling gemaakt voor beroepen onder de naam Standaard Beroepenclassicificatie (SBC). De beroepen in de SBC worden gekenmerkt door drie criteria:
- Niveau
- Richting
- Werksoort

De niveaus binnen de SBC zijn:
- 1 Elementaire beroepen
- 2 Lagere beroepen
- 4 Middelbare beroepen
- 6 Hogere beroepen
- 8 Wetenschappelijke beroepen

De richtingen zijn op hoofdgroep als volgt verdeeld:
- 0 Algemeen onderwijs
- 1 Leraren
- 2 Humaniora, sociale wetenschappen, communicatie en kunst
- 3 Economie, commercieel, management en administratie
- 4 Juridisch, bestuurlijk, openbare orde en veiligheid
- 5 Wiskunde, natuurwetenschappen en informatica
- 6 Techniek
- 7 Agrarisch en milieu
- 8 Gezondheidszorg, sociale dienstverlening en verzorging
- 9 Horeca, toerisme, transport en logistiek

De werksoorten hebben elk een driecijferige code. Zo heeft bijvoorbeeld het adviseren op maatschappelijk of gezondheidskundig gebied de code 134.
Een vergelijkbare indeling is het ISCO (International Standard Classification of Occupations) van de Internationale Arbeidsorganisatie (Engels: International Labour Organization) (ILO).